# Jorge Ayala Blanco
Jorge Ayala Blanco (Ciutat de Mèxic, 1942) és un historiador i crític de cinema mexicà, autor i professor degà de la Universitat Nacional Autònoma de Mèxic (UNAM).

## Biografia
Malgrat que va estudiar la carrera de Químic Industrial a l'Instituto Politécnico Nacional i després d'intentar entrar a estudiar cinema al Centro Universitario de Estudios Cinematográficos de la UNAM, on va ocupar un lloc com a mestre i no com a alumne, es va inclinar cap al terreny de l'assaig. Amb més de quaranta anys de trajectòria és, a més, professor del Centro Universitario de Estudios Cinematográficos de la UNAM des de 1964 i el centre cultural Casa Lamm.
La seva aportació a l'estudi del cinema l'ha significat el seu “abecedari” del cinema mexicà, una sèrie de llibres de gran importància per a entendre les més representatives pel·lícules del seu país. Aquesta sèrie la conformen els llibres: La Aventura del Cine Mexicano (1968), La Búsqueda del Cine Mexicano (1974), La Condición del Cine Mexicano (1986), La Disolvencia del Cine Mexicano (1991), La Eficacia del Cine Mexicano (1994), La Fugacidad del Cine Mexicano (2001), La Grandeza del Cine Mexicano (2004), La Herética del Cine Mexicano (2006), La Ilusión del Cine Mexicano (2012), La Justeza del Cine Mexicano (2011), La Khátarsis del Cine Mexicano (2016), La Lucidez del Cine Mexicano (2016), La Madurez del Cine Mexicano (2017), La Novedad del Cine Mexicano (2018) i La Ñerez del Cine Mexicano (2019).
Becari del Centro Mexicano de Escritores (1965-1966) i membre del Sistema Nacional de Investigadores (1988 la data), va ser nomenat guanyador del Premi Universitat Nacional en 2006 en l'àrea de Docència en Arts, rebent el guardó de mans del llavors rector de la UNAM, Juan Ramón de la Fuente. En 2011, per la seva trajectòria, la Cineteca Nacional i la Fundació Carmen Toscano ho van reconèixer amb la medalla Salvador Toscano, que va rebre en la 53 edició dels premis Ariel.
És a més autor de llibres sobre cinema estranger, entre els quals destaquen Cine norteamericano de hoy, Falaces fenómenos fílmicos, A salto de imágenes, El cine: juego de estructuras, El cine invisible, El cine actual, desafío y pasión, El cine actual, palabras clave, El cine actual, verbos nucleares, El cine actual, estallidos genéricos i El cine actual, confines temáticos. Ha estat compilador de nou volums dividits per dècades i redactats amb la col·laboració de María Luisa Amador, tots anomenats "Cartelera cinematográfica"; comença amb la de 1912-1919 (la més recent a ser publicada), i continua cada tom per decennis fins a arribar a 1980-1989 (publicada en 2006). Compta amb altres publicacions com són el Pròleg, recopilació i notes de El gallo de oro i altres textos sobre cinema de Juan Rulfo (1980).
Des de 1969 assisteix regularment a festivals de cinema a Berlín, Rio de Janeiro, Buenos Aires, Cartagena, Huelva, Mazatlán, Amiens, Nantes o la mateixa Ciutat de Mèxic, dels quals fins i tot ha format part com a jurat.
Ayala Blanco ha estat col·laborador en suplements com México en la Cultura del diario Novedades (1963-1968); La cultura en México de la revista Siempre! (1968-1987); Diorama de la Cultura del diari Excélsior (1969-1973); La Jornada de enmedio del diari La Jornada (1986), a la Revista Mexicana de Cultura del periòdic El Nacional (1997-1998); en la secció cultural del diari El Financiero (1989-2014), on va escriure la columna «Cinefilia Exquisita» en la versió impresa i en la versió electrònica del diari entre 2014 y 2015. També fou secretari de redacció de la Revista de Bellas Artes (1966-1968). Des de 2015, és col·laborador del suplement cultural Confabulario del diari El Universal.
El 1991 va publicar una polèmica crítica sobre la pel·lícula mexicana Mentiras piadosas, d'Arturo Ripstein que va provocar una demanda per "danys patrimonials". La demanda no va avançar però va resultar en una irada i reeixida defensa a la premsa lliure per part d'un ampli sector d'intel·lectuals i artistes.
Ayala va col·laborar en l'elaboració de 96 programes de la sèrie musicològica titulada Mujeres compositoras per Radio Educación i les seves traduccions de poesia i filosofia a partir del francès, anglès, italià i alemany.